# Sagans vægtskåle
 Der er for få eller ingen kildehenvisninger i denne artikel, hvilket er et problem. Du kan hjælpe ved at angive troværdige kilder til de påstande, som fremføres i artiklen.

Sagans vægtskåle er et princip, der kan anvendes til at vurdere sandhedsværdien af et udsagn. Princippet lyder således: "Ekstraordinere påstande kræver ekstraordinære beviser".
Hvis man f.eks. påstår, at man så en flyvemaskine, da man var ude at gå aftentur, kan påstanden ikke siges at være særligt ekstraordinær, fordi der er tale om en ganske ordinær observation.
Påstår man derimod f.eks. at man så et ikke-jordisk rumskib, kræves anderledes tungtvejende og ekstraordinære beviser for at påstanden virker overbevisende, fordi den strider imod almen viden om sandsynligheden for besøg fra det ydre rum, og om hvad man almindeligvis kan forvente sig at opleve og observere når man går aftentur. Hvis den som fremsætter påstanden ikke kan fremlæggee tilstrækkeligt ekstraordinært bevismateriale, ville de fleste tilhørere sandsynligvis give sig til at lede efter alternative forklaringer på påstanden, f.eks. den som fremsætter den ikke er psykisk stabil, at påstanden er et udtryk for humor eller lignende.
Sagans vægtskåle peger dermed på, at man når man vurderer en forklaring eller en teori, ikke kun skal kigge på påstanden i sig selv og dens evne til at forklare det observerede, men også på, i hvilket omfang teorien passer med anden viden.